# Liste des établissements scolaires du département Ndé au Cameroun
 (avril 2013).
- Si vous ne connaissez pas le sujet, laissez ce bandeau (vous pouvez alors contacter les auteurs).
- Si vous supprimez le contenu mis en cause (vous pouvez préalablement contacter les auteurs),

argumentez précisément cette suppression dans la page de discussion
(un manque de référence n'est pas un argument ; une recherche réelle de référence doit avoir été effectuée, être formellement documentée).
 (avril 2013).
Si vous disposez d'ouvrages ou d'articles de référence ou si vous connaissez des sites web de qualité traitant du thème abordé ici, merci de compléter l'article en donnant les références utiles à sa vérifiabilité et en les liant à la section « Notes et références ».
Cet article contient des informations sur les établissements scolaires du département Ndé au Cameroun.

## Liste des établissements scolaires du département Ndé au Cameroun
| Nom                          | Région | Département | Arrondissement | Nbre Elèves | Nbre Prof. | Localisation                |
| ---------------------------- | ------ | ----------- | -------------- | ----------- | ---------- | --------------------------- |
| Lycée de Bazou 344           | Ouest  | Ndé         | Bazou          | 1,214       | 33         | 5° 12′ 02″ N, 10° 23′ 01″ E |
| C.E.S. Bilingue de Badounga  | Ouest  | Ndé         | Tonga          | 115         | 5          | 5° 12′ 02″ N, 10° 23′ 01″ E |
| C.E.S. de Babou              | Ouest  | Ndé         | Bangangté      | 255         | 7          | 5° 12′ 02″ N, 10° 23′ 01″ E |
| C.E.S. de Bahouoc            | Ouest  | Ndé         | Bazou          | 76          | 4          | 5° 12′ 02″ N, 10° 23′ 01″ E |
| C.E.S. de Balengou Kassang   | Ouest  | Ndé         | Bazou          | 191         | 6          | 5° 12′ 02″ N, 10° 23′ 01″ E |
| C.E.S. de Bangoua-Sud        | Ouest  | Ndé         | Bangangté      | 74          | 4          | 5° 12′ 02″ N, 10° 23′ 01″ E |
| C.E.S. de Bazou Rural        | Ouest  | Ndé         | Bazou          | 50          | 3          | 5° 12′ 02″ N, 10° 23′ 01″ E |
| C.E.S. de Louh-Tougwe        | Ouest  | Ndé         | Bangangté      | 30          | 2          | 5° 12′ 02″ N, 10° 23′ 01″ E |
| C.E.S. de Nkong -Ngam        | Ouest  | Ndé         | Bangangté      | 77          | 4          | 5° 12′ 02″ N, 10° 23′ 01″ E |
| Lycée Bilingue de Bangangté  | Ouest  | Ndé         | Bangangté      | 1,097       | 26         | 5° 12′ 02″ N, 10° 23′ 01″ E |
| Lycée Bilingue de Tonga      | Ouest  | Ndé         | Tonga          | 1,131       | 27         | 5° 12′ 02″ N, 10° 23′ 01″ E |
| Lycée Classique de Balengou  | Ouest  | Ndé         | Bazou          | 690         | 16         | 5° 12′ 02″ N, 10° 23′ 01″ E |
| Lycée Classique de Bangangté | Ouest  | Ndé         | Bangangté      | 2,890       | 72         | 5° 12′ 02″ N, 10° 23′ 01″ E |
| Lycée de Bamena              | Ouest  | Ndé         | BanganGté      | 1,003       | 25         | 5° 12′ 02″ N, 10° 23′ 01″ E |
| Lycée de Bangang-Fokam       | Ouest  | Ndé         | Bangangté      | 245         | 8          | 5° 12′ 02″ N, 10° 23′ 01″ E |
| Lycée de Bangoua             | Ouest  | Ndé         | Bangangté      | 711         | 18         | 5° 12′ 02″ N, 10° 23′ 01″ E |
| Lycée de Bangoulap           | Ouest  | Ndé         | Bangangté      | 324         | 10         | 5° 12′ 02″ N, 10° 23′ 01″ E |
| Lycée de Bantoum             | Ouest  | Ndé         | Bangangté      | 404         | 11         | 5° 12′ 02″ N, 10° 23′ 01″ E |
| Lycée de Bassamba            | Ouest  | Ndé         | Bassamba       | 601         | 20         | 5° 12′ 02″ N, 10° 23′ 01″ E |